# ایرانیان مخالف آزمایش روی حیوانات
ایرانیانِ مخالفِ آزمایش روی حیوانات، (به انگلیسی: Iranian Anti-Vivisection Association) (به اختصار IAVA) یک گروه غیرانتفاعی و غیردولتی فرهنگی، پژوهشی و نخستین جمعیت از مدافعین حقوق حیوانات در ایران می‌باشد که به‌طور تخصصی به دفاع از حقوق حیوانات آزمایشگاهی می‌پردازد عمده فعالیت‌های این گروه در جهت کاستن از حجم مطالعات حیوانی و همچنین گسترش کاربرد روش‌های جایگزین آزمایش جانوران در آموزش و پژوهش پزشکی و دامپزشکی کشور، متمرکز می‌باشد.

این گروه در سال ۱۳۹۱ به عنوان فعالترین گروه مدافع حقوق حیوانات در ایران شناخته شده و موفق به دریافت تندیس خرس قهوه‌ای از سوی دیده‌بان حقوق حیوانات و جمعی از احزاب زیست‌محیطی ایران گردید.

## تاریخچه تأسیس
ایرانیان مخالف آزمایش روی حیوانات در سال ۱۳۸۸ و توسط جمعی از دانش آموختگان رشته‌های مختلف علوم پزشکی و همچنین شماری از گیاهخواران و فعالان حقوق حیوانات ایران راه‌اندازی گردید. مدیریت این گروه هم‌اینک بر عهده رامک روشنایی‌مقدم می‌باشد،.

## پیشینه فعالیت
ایرانیان مخالف آزمایش روی حیوانات با هدف اصلاح در روند فعلی آموزش و پژوهش پزشکی و دامپزشکی کشور، سابقه شرکت در کنگره‌های متعدد دامپزشکی و علوم دامی را در کارنامه خود دارد. این گروه در این راستا اقدام به تهیه و توزیع مقالات و انواع بروشور، اسلاید، پوستر و نماهنگ نموده است،.

## روابط آکادمیک
از جمله روابط دانشگاهی این گروه می‌توان به برگزاری چند سمینار مستقل در دانشکده‌های دامپزشکی دانشگاه‌های تهران، شیراز، گرمسار و شهریار اشاره داشت،،،.

## دستاوردها
به لطف تلاش‌های این گروه، مسئله استفاده از روش‌های جایگزین آزمایش روی حیوانات، هم‌اینک به عنوان یکی از مباحث داغ و از جمله دغدغه‌های مهم آموزش پزشکی و دامپزشکی کشور مطرح می‌باشد. به‌کارگیری موفقیت‌آمیز روش‌های جایگزینی از قبیل استفاده از اجساد حیوانی تهیه شده به روش اخلاقی، نرم‌افزارها، شبیه‌سازها و مانکن‌های حیوانی در کلاس‌های آناتومی، پاتولوژی، فیزیولوژی و فارماکولوژی دامپزشکی کشور از جمله دستاوردهای این گروه محسوب می‌شود،،.

### گاهنامه درمان پاک

نخستین شماره از گاهنامه درمان پاک

گاهنامه درمان پاک، نخستین نشریه تخصصی فارسی زبان در زمینه نقد اخلاقی آزمایش روی حیوانات و همچنین معرفی روش‌های جایگزین در این خصوص می‌باشد که توسط گروه ایرانیان مخالف آزمایش روی حیوانات و در حال حاضر به صورت مجازی انتشار می‌یابد،.

## روابط بین‌الملل
ایرانیان مخالف آزمایش روی حیوانات در حال حاضر نماینده ملّی شبکه بین‌المللی آموزش با شفقت (به انگلیسی: International Network for Humane Education) می‌باشد و با برقراری ارتباط با دیگر نهادهای مربوط از جمله شاخه آموزشی جمعیت ضد زنده‌شکافی آمریکا موسوم به انیمالرن (به انگلیسی: Aniamlearn)، اقدام به تهیه و توزیع انواع جایگزین‌های آموزشی آزمایش روی حیوانات می‌نماید،،.

## افتخارات
به پاس تلاش‌های گسترده در زمینه حمایت از حقوق جانوران آزمایشگاهی، ایرانیان مخالف آزمایش روی حیوانات به عنوان فعالترین گروه مدافع حقوق حیوانات ایران در سال۱۳۹۱ شناخته و موفق به دریافت تندیس خرس قهوه‌ای از سوی دیده بان حقوق حیوانات و جمعی از احزاب زیست‌محیطی ایران گردید،.